# Albula (râu)

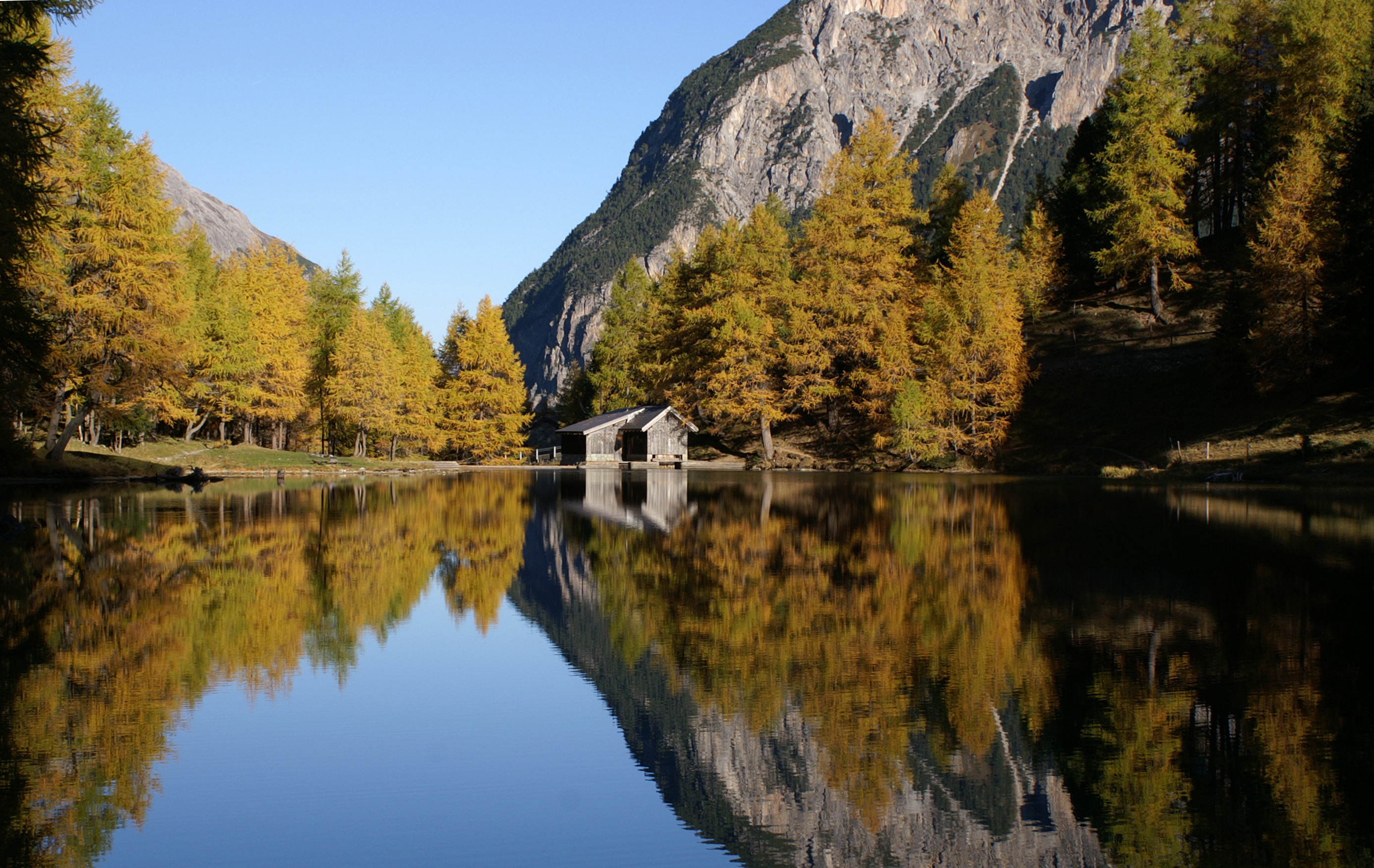
Barajul Palpuognasee

Albula (în limba retoromană: Alvra) este un râu care curge în cantonul Graubünden, Elveția. Râul izvorăște în apropiere de Pasul Albula apoi traversează barajul Palpuognasee și Valea Albula. Principalii afluenți ai lui sunt Tuorsbach și Landwasser. După ce traversează barajul Albula-Landwasser Kraftwerke, trece prin comuna Tiefencastel și intră în defileul Schinschlucht, unde formează lacul de acumulare Solis. Traversează barajul Solis și apoi urmează viaductul de cale ferată Soliser Viadukt, iar după 40 de km se varsă la Fürstenau, Graubünden în Hinterrhein (Rinul Posterior).